# Station Rypin Wąskotorowy
Station Rypin Wąskotorowy was een smalspoorwegstation in de Poolse plaats Rypin.